# 小行星7000
小行星7000（7000 Curie），天文學臨時編號1939 VD，是一顆位於小行星帶的小行星，於1939年11月6日由費爾南多·里戈（Fernand Rigaux）在比利時于克勒發現。該小行星以著名物理學家玛丽·居里命名。

## 外部連結
- JPL Small-Body Database Browser on 7000 Curie

| 前一小行星： 6999 Meitner | 小行星列表 | 後一小行星： 7001 Noether |